# 乌夫里克
乌夫里克（西班牙語：Ubrique）是西班牙安达卢西亚自治区加的斯省的一个市镇。总面积69.75平方公里，总人口16683人（2017年），人口密度239人/平方公里。

## 图集

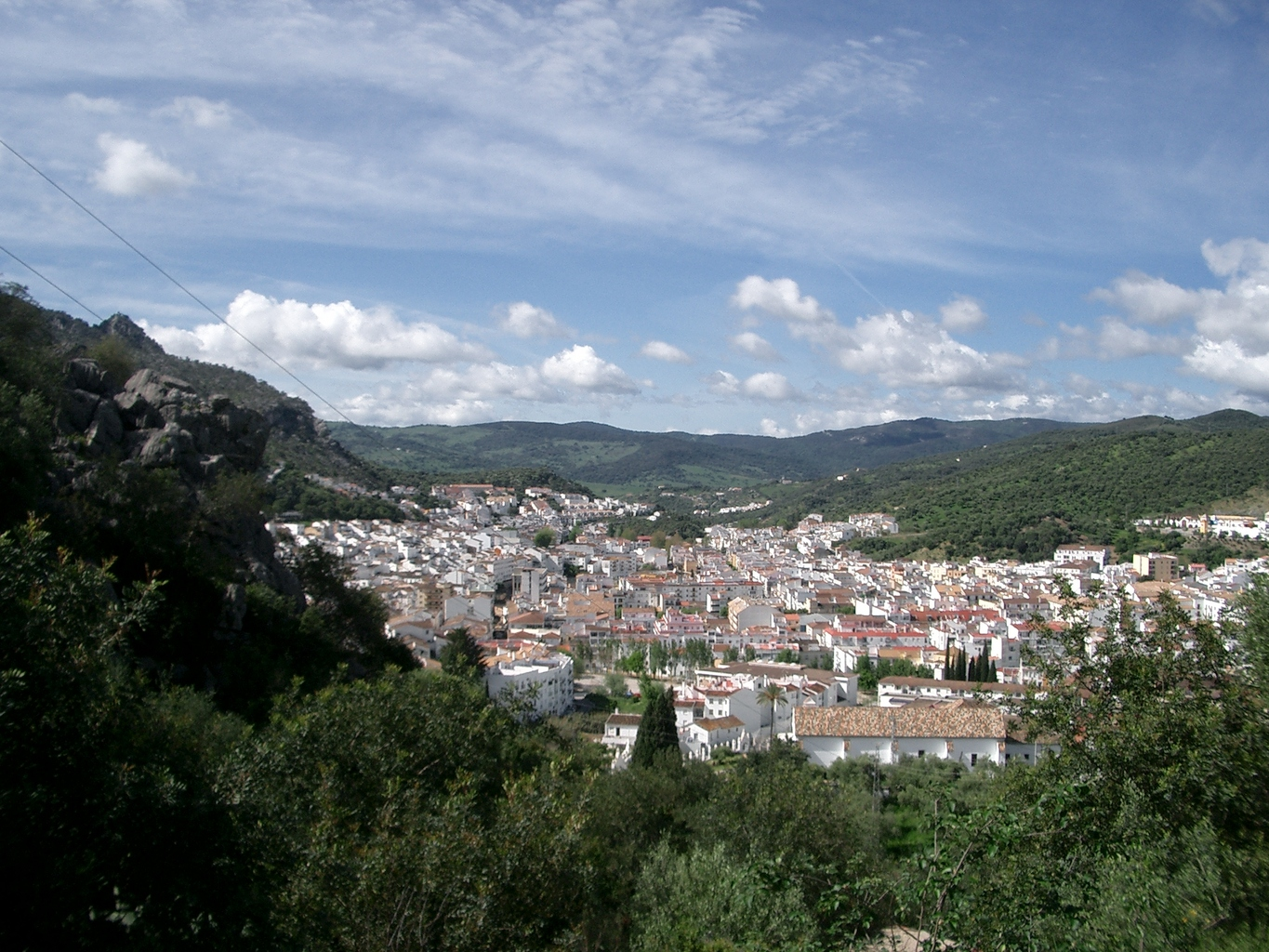
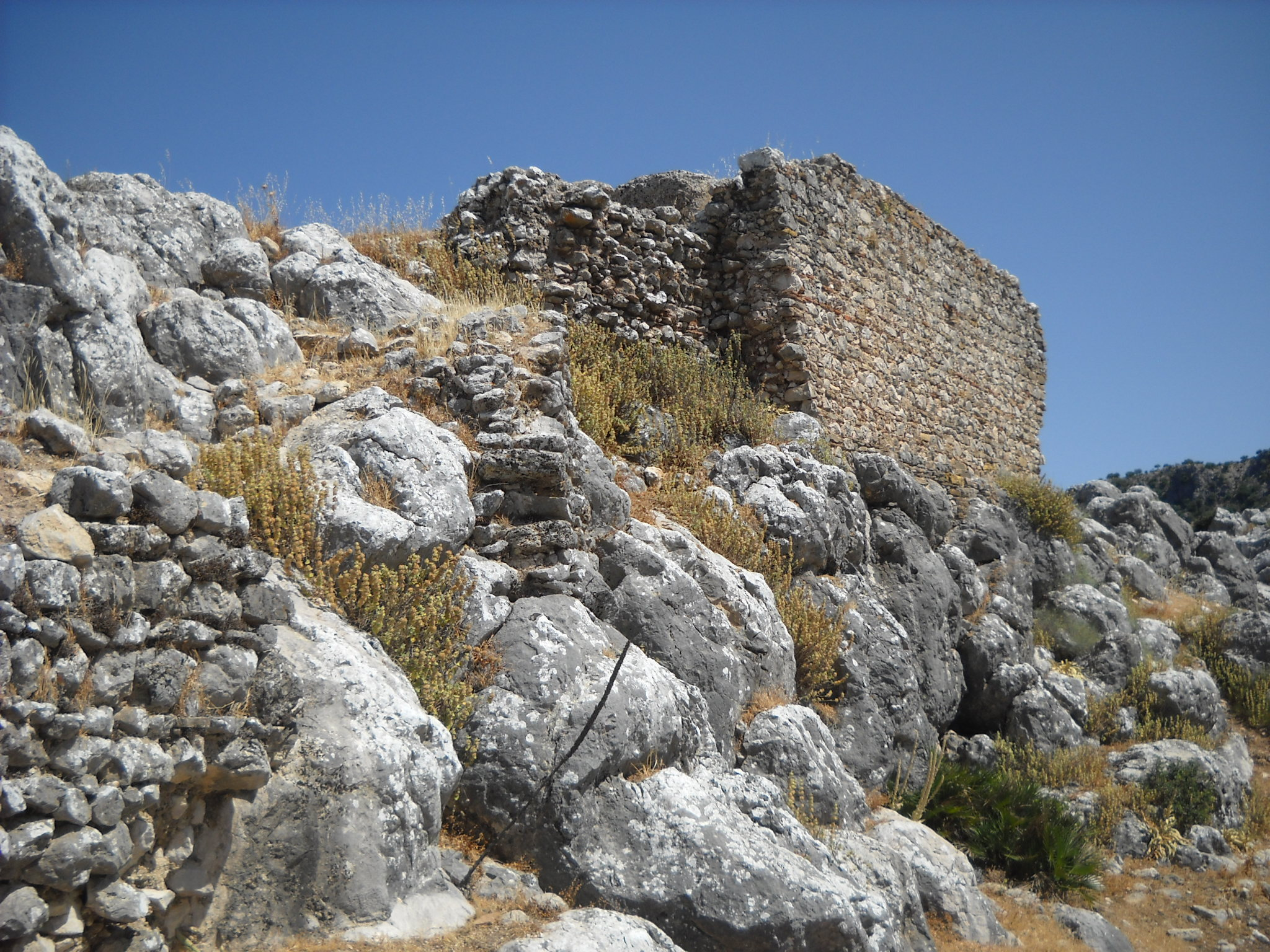
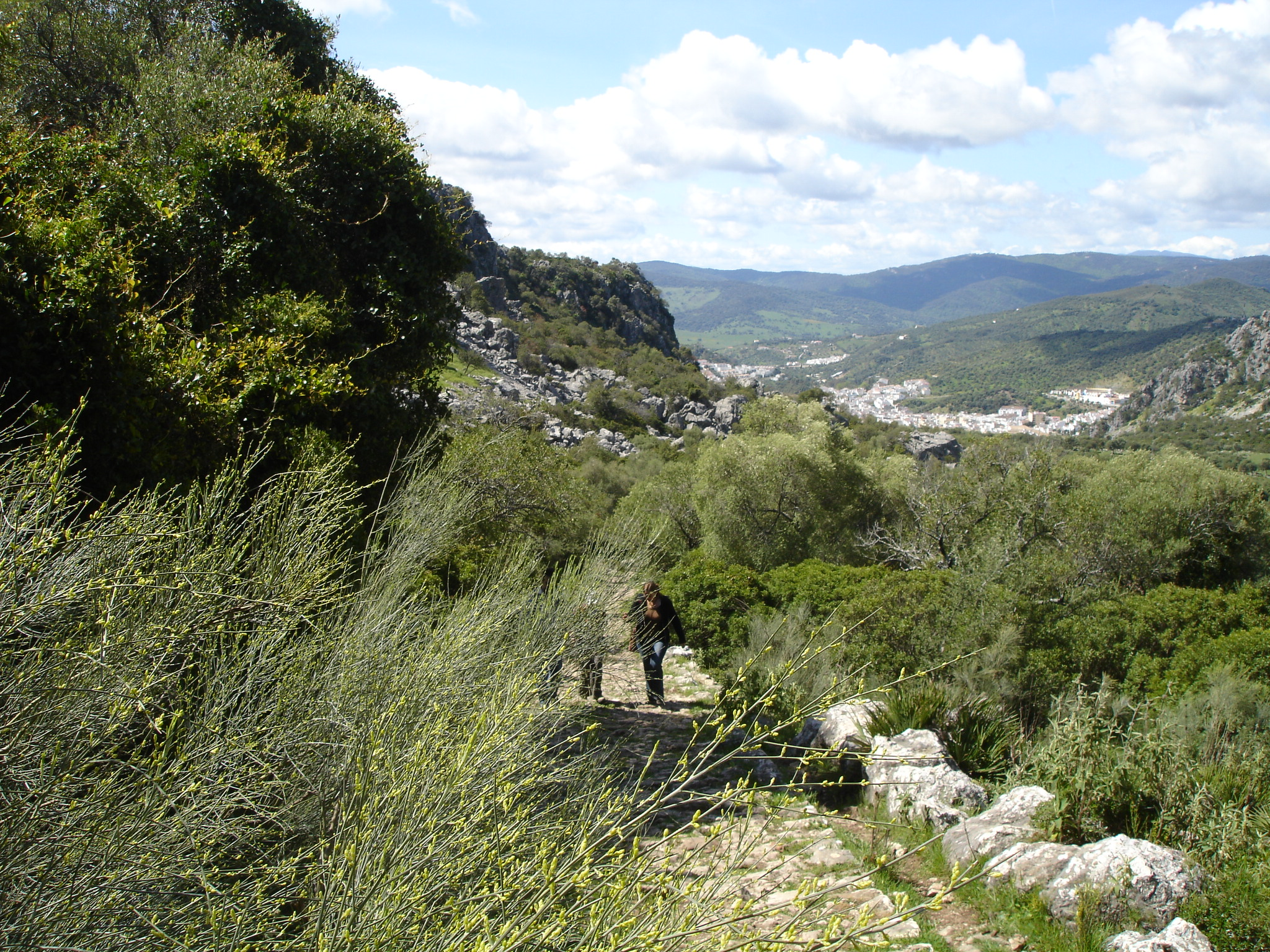
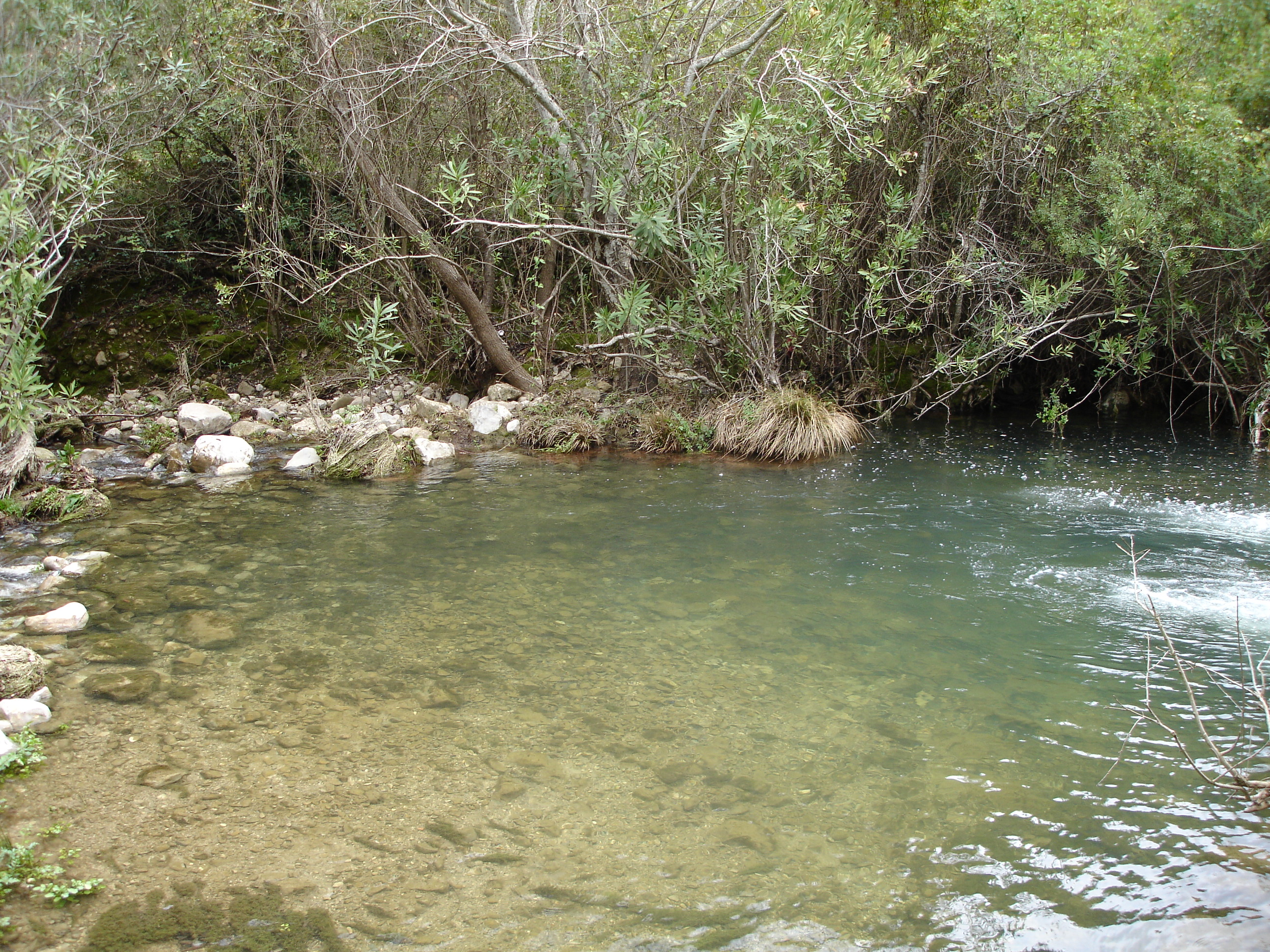

## 人口
| 乌夫里克历史人口变化图 |
|                        |
| 来源：INE              |